# Lauterholzen
Lauterholzen war eine Einöde im Rupertigau. Sie gehörte zur Gemeinde Tyrlaching (Bezirksamt Laufen).
Bei der Volkszählung vom 1. Dezember 1871 war noch 1 Einwohner nachgewiesen. 14 Jahre später bei der Volkszählung 1888 war der Ort bereits unbewohnt. Bei der Volkszählung vom 1. Dezember 1900 war er nicht mehr als Ortsteil ausgewiesen.